# Kadettenhaus Neubau (Berlin)

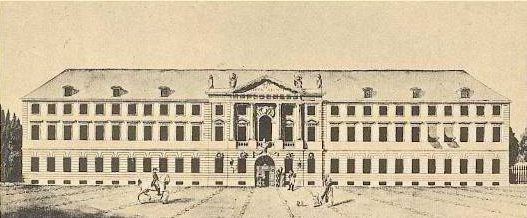
Neubau des Berliner Kadettenhauses (Architekt: Georg Christian Unger). Nach einem Kupferstich von 1807.

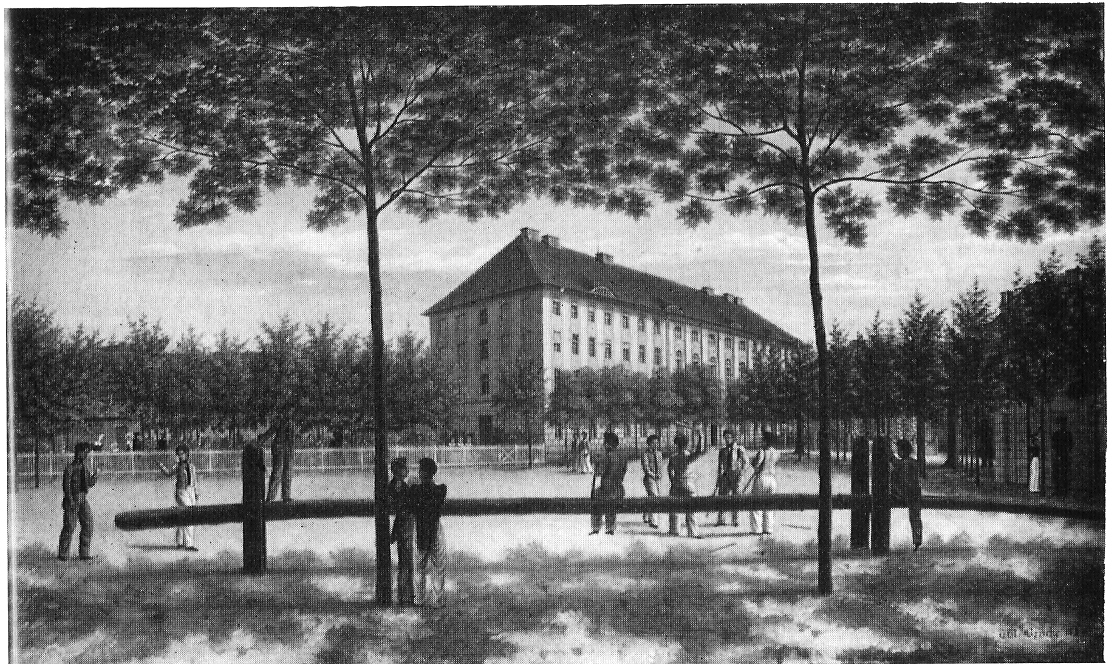
Kadetten bei Übungen hinter ihrem Kadettenhaus. Gemälde von Wilhelm Brücke, 1828.

Der repräsentative Neubau des Berliner Kadettenhauses beherbergte das preußische Kadettenkorps von 1777 bis 1878, bevor dieses nach Groß-Lichterfelde in die neue „Königlich Preußische Hauptkadettenanstalt“ umzog.

## Neubau des Kadettenhauses

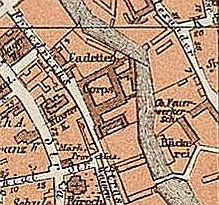
Der Neubau des Berliner Kadettenhauses befand sich in der ehemaligen Neuen Friedrichstraße 13 (heute: Littenstraße 13–17). Ausschnitt aus einem Baedeker-Stadtplan von 1877

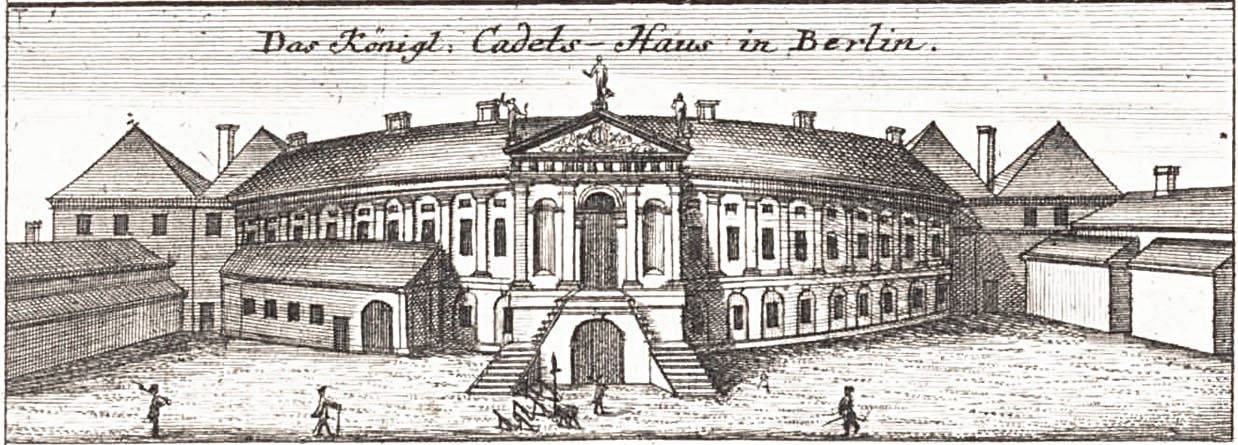
Das alte Berliner Kadettenhaus wurde 1777 abgerissen. Beibild zum Berlin-Stadtplan von Schleuen von 1757.

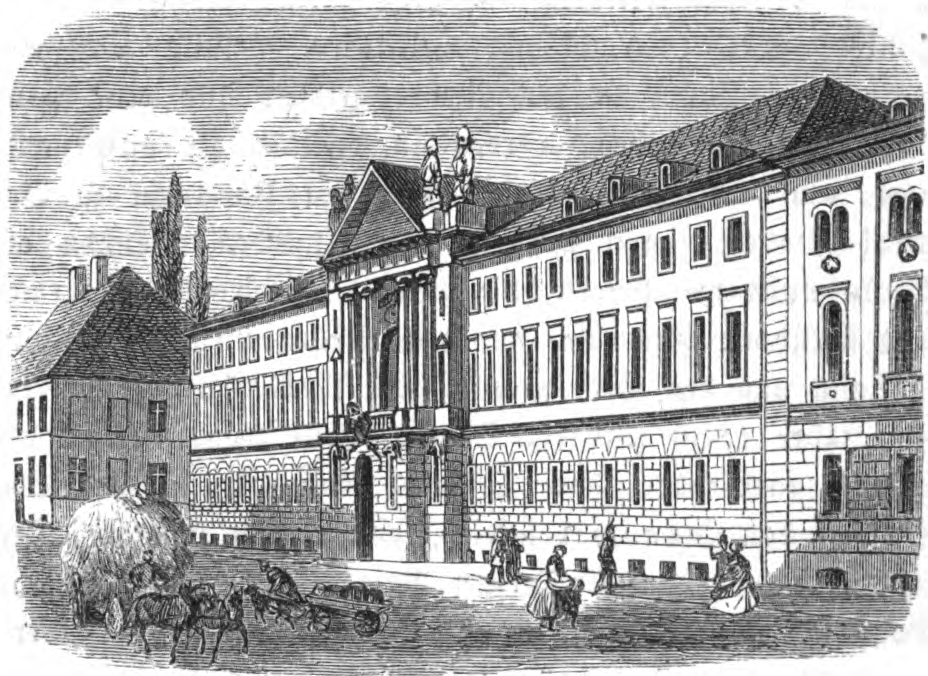
Der Neubau des Kadettenhauses in Berlin, Ansicht der Vorderseite. Unbekannter Graphiker, 1861.

Von 1717 bis 1777 waren die Kadetten im alten Kadettenhaus, dem umgebauten und erweiterten, elliptischen Gebäude des ehemaligen „Hetzgartens“ untergebracht. In dem schadhaften Gebäude litten die Kadetten unter der Enge. Es stand auf der Bastion 9 („Bastion hinter der Klosterkirche“) der nach und nach geschleiften Festung Berlin. Schon 1723 wurde an einen Neubau dieser Stelle gedacht, der aber aus Sparsamkeitsgründen unterblieb. Erst König Friedrich der Große beauftragte den Architekten Georg Christian Unger, das alte Gebäude durch ein ansehnlicheres Bauwerk zu ersetzen.
Von 1776 bis 1779 wurde das neue Gebäude nach Plänen von Georg Christian Unger im Viereck um das alte herum errichtet. Nachdem das neue Gebäude fertig war, wurde das alte 1777 abgebrochen.
Die vordere und die hintere Stirnwand des neuen Gebäudes wurden mit einem Portal im dorischen Stil verziert. Die vordere Front erhielt überdies einen Balkon sowie über der Haupttür das Brustbild der Minerva und im Giebelfeld die Aufschrift: „Martis et Minervae alumnis“. (Den Schülern des Mars und der Minerva. Im Rom der Antike war Mars der Gott des Krieges und Minerva die Göttin der Weisheit, der taktischen Kriegsführung, der Kunst und des Schiffbaus sowie Hüterin des Wissens). Die Schlusssteine der beiden Seitengänge wurden mit antiken Köpfen und die Fenster mit Helmen verziert.

## Einzug des Fortschritts
Das neue Gebäude (damalige Adresse: Neue Friedrichstraße 13) verfügte über manche Verbesserungen: Nach Friedrich Nicolai stand vermittels eines auf der nahe gelegenen Spree angebrachten Druckwerks in große Kübel unter dem Dach geleitetes Wasser zum täglichen Gebrauch sowie als Löschwasser im ganzen Gebäude verteilt zur Verfügung. Im großen Speisesaal des Hintergebäudes wurden die Speisen durch eine Maschinerie aus der darunter befindlichen Küche heraufgewunden und sogar auf die Tische gesetzt.

## Reorganisation des Lehrkörpers
Adolf von Crousaz beschrieb das alte Kadettenhaus als ein „halb klösterliches und halb Spartanisches Institut“, in dem man „eng zusammenpreßt in einem schadhaften Hause“ lebte und würdigte in seinem Buch über das Königlich Preußische Kadettencorps den Neubau, der anscheinend mit einer Reorganisation des Lehrkörpers verbunden wurde, wie folgt: „Jetzt stand ein freundliches und schloßartiges Gebäude an der Stelle des alten Hetzhauses; die moralische Autorität hatte den alten Profos und seine Apparate abgelöst, die Disciplin wurde mehr durch geistige Fäden bewegt; der Lectionsplan enthielt Wissenschaften und Principien; in den Lehrern war bereits eine geistige Macht und Würde enthalten, und einzelne von ihnen standen sogar als Autoritäten ihres Zeitalters da.“

## Das Kadettenhaus als Sehenswürdigkeit
Berlin-Touristen war es bereits zur Biedermeier-Zeit erlaubt, das Gebäude zu besichtigen. Für bemerkenswert hielt der zeitgenössische Berlin-Führer von Alexander Cosmar den Feldmarschallssaal im 1820 erworbenen Hintergebäude, der mit Bildnissen aller Landesregenten seit dem Großen Kurfürsten sowie der preußischen Feldmarschälle geschmückt war. Weiterhin konnte hier der 1815 bei Jemappes erbeutete Degen Napoleons bewundert werden, den Fürst Blücher der Anstalt geschenkt hatte. Auch die umfängliche Bibliothek, das physikalische Kabinett, die Modellkammer und die Kartensammlung sowie den Speisesaal mit seiner Maschinentafel und das „höchst zweckmässige Wasserdruckwerk“ empfahl Cosmar dem interessierten Reisenden.

## Umzug nach Lichterfelde
1817 wurde der Neubau des Kadettenhauses abermals erweitert, bevor das Kadettencorps 1878 in die neuen Gebäude in Groß-Lichterfelde übersiedelte, wo die sogenannte „Hauptkadettenanstalt“ bis zu ihrer Schließung 1920 bestand.

## Bau des Landgerichts
Bis 1896 diente das Kadettenhaus als Amtsgericht. Nach dem Abriss wurde bis 1904 auf dem Gelände des einstigen Hetzgartens und Kadettenhauses das imposante Justizgebäude des ehemaligen Land- und Amtsgerichts (heute: Littenstraße 13–17) errichtet, das in jener Zeit der zweitgrößte Bau der Stadt Berlin (nach dem Stadtschloss) wurde.